# ТЕС Бібіяна II
24°38′12″ пн. ш. 91°39′39″ сх. д. / 24.63667° пн. ш. 91.66083° сх. д.
ТЕС Бібіяна II — теплова електростанція на північному сході Бангладеш.
У 2015 році на майданчику станції став до ладу парогазовий блок комбінованого циклу потужністю 341 МВт, в якому одна газова турбіна потужністю 222 МВт живить через котел-утилізатор одну парову турбіну з показником 119 МВт.
Для видалення продуктів згоряння котел-утилізатор мали обладнати димарем заввишки 70 метрів. Крім того, щоб надати можливість використовувати газову турбіну у відкритому циклі, існує додатковий димар заввишки 45 метрів.
Для охолодження використовують воду із річки Кушияра, на березі якої знаходиться майданчик ТЕС.
Станція розрахована на використання природного газу, котрий надходить по трубопроводу завдовжки 9 км та діаметром 500 мм від родовища Бібіяна (станом на 2019 рік давало 50 % видобутку блакитного палива у Бангладеш). Для роботи на повній потужності ТЕС потрібно 1,55 млн м3 газу на добу.
Видача продукції відбувається по ЛЕП, розрахованим на роботу під напругою 400 кВ та 230 кВ.
Проект реалізували через компанію Summit Bibiyana II Power Company Limited, власникам якої є Summit Industrial and Mercantile Corporation Limited (SIMCL, 80 %) та General Electric (20 %). При цьому побіч ТЕС Бібіяна II розташовані майданчики ТЕС Бібіяна III та ТЕС Бібіяна-Південь, які належать державній компанії Bangladesh Power Development Board (BPDB).